# The sinking of the Lusitania

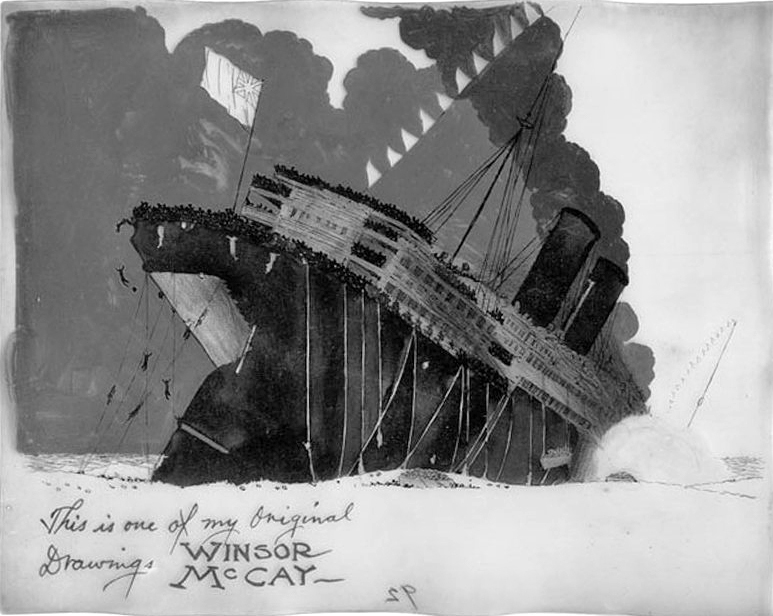
En originalteckning från filmen signerad av regissören

The sinking of the Lusitania ("Lusitanias förlisning") är en amerikansk tecknad film från 1918 i regi av Winsor McCay. Den rekonstruerar hur passagerarfartyget RMS Lusitania sänktes av en tysk torped utanför Irland i maj 1915, samt propagerar för vedergällning. Den tolv minuter långa filmen var banbrytande i Amerika med sin realistiska och detaljerade stil.

## Handling
I en öppningsscen i realfilm planeras filmen av Winsor McCay, introducerad som uppfinnaren av tecknad film. McCay studerar dokumentationen från RMS Lusitanias förlisning. Projektet kommer att kräva 25 000 teckningar.
RMS Lusitania lämnar New Yorks hamn och färdas över Atlanten. En tysk ubåt dyker upp och avfyrar en torped. Rök bolmar från det träffade fartyget medan passagerarna söker sig till livbåtar. Skeppet kränger och börjar sjunka medan människor faller i vattnet.
Fartyget träffas av en andra torped, som beskrivs som dödsstöten. En mor håller upp sitt spädbarn över vattenytan och barnet gråter efter hämnd. Femton minuter efter den första torpedstöten har fartyget sjunkit. Ett sista textkort påpekar att mannen som avlossade torpeden fick en medalj av den tyske kejsaren samt avslutar med versaler: "och ändå säger de åt oss att inte hata hunnen".

## Tillkomst
McCay, serietecknare och tidig amerikansk animatör, reagerade kraftigt när RMS Lusitania sänktes den 7 maj 1915. Hans arbetsgivare, tidningsmannen William Randolph Hearst, var dock motståndare till ett amerikanskt inträde i första världskriget, och använde McCay till att illustrera antikrigsmaterial. Detta upprörde McCay som bestämde sig för att göra en egen propagandafilm om det inträffade. Att det saknades film- eller fotomaterial från händelsen gjorde att McCay som animatör såg sig som lämpad för uppgiften. Filmens realistiska och detaljerade stil var ny både för McCay och amerikansk tecknad film i stort. Det var även första gången som McCay använde cellanimation. Filmens klippning följer konventionerna för tidens journalfilmer.

## Utgivning
Filmen hade premiär i juli 1918. Den ingick i bolaget Universals journalfilmsserie Universal weekly. Den visades i flera år men blev ändå ett kommersiellt misslyckande.